# Bataille de Saint-Denis-la-Chevasse
Guerre de Vendée
Batailles
La bataille de Saint-Denis-la-Chevasse se déroule le 27 novembre 1795 pendant la guerre de Vendée.

## Prélude
En octobre 1795, le général républicain Lazare Hoche fait mettre en marche ses colonnes contre les dernières troupes de Charette. Les Vendéens, affaiblis, cherchent généralement à éviter le combat.
D'après le général Gratien, Charette subit une défaite le 17 novembre, mais le lieu du combat n'est pas précisé. Le 18, le général vendéen est signalé à la tête de 700 hommes à Chauché, près de la forêt de Graslas, puis à Saligny, où il est attaqué par la colonne de Travot, sortie la veille de La Mothe-Achard. Charette fait mine d'accepter le combat, avant de se replier dans le bois des Gâts,. Travot prend position sur la lande Jouinos, puis marche le lendemain sur La Ferrière par le bois des Gâts, où il rencontre et met en fuite des cavaliers et quelques fantassins vendéens. Il capture deux voitures contenant « beaucoup de médicaments et de linge ». Il abandonne cependant la poursuite, de crainte qu'un convoi de vivres apporté par Delaage ne soit attaqué par Caillaud.
Charette se porte alors sur Sainte-Flaive-des-Loups, où il est signalé le 21 novembre. Il rencontre ensuite Sapinaud à La Gaubretière le 23 ou le 24 novembre, et lui prête quelques troupes et de la cavalerie pour la bataille des Landes-Genusson.
Le 24 novembre, Hoche ordonne à l'adjudant-général Delaage de ne pas laisser « Charette une heure tranquille ». Le 25, il écrit au ministre de la guerre : « J'ai l'honneur de vous informer que deux canons de bronze et une coulevrine viennent d'être enlevés à Charette par le brave adjudant-général Delaage qui, deux jours auparavant, lui avait tué cent cinquante hommes dont plusieurs émigrés et déserteurs,. ». Le lieu de cette action est cependant inconnu. Dans ses mémoires, l'officier vendéen Pierre-Suzanne Lucas de La Championnière indique que le combat de  Saint-Denis-la-Chevasse est la première véritable rencontre depuis la bataille de Saint-Cyr-en-Talmondais.

## Forces en présence
L'historien Lionel Dumarcet évalue les forces républicaines entre 1 000 et 1 500 hommes et les forces vendéennes de Charette entre 1 500 et 2 000 hommes.

## Déroulement
Le 27 novembre 1795, les troupes de Delaage et de Charette se rencontrent près de Saint-Denis-la-Chevasse,,. Le combat s'engage non loin du château de Chatenay,. D'après le récit de Pierre-Suzanne Lucas de La Championnière, les Vendéens reconnaissent mal le nombre de leurs adversaires et s'avancent imprudemment. Après avoir poursuivi quelques traînards, ils rencontrent le gros des forces républicaines au-dessus d'un chemin creux,. Les patriotes avancent alors au pas de charge et mettent en fuite les royalistes après une fusillade d'une demi-heure.
Les Vendéens se replient alors sur le bois des Gâts, puis sur Belleville qu'ils sont contraints d'abandonner aux républicains quelques jours plus tard. Selon le républicain André Mercier du Rocher, Charette aurait perdu toute sa correspondance lors de cette affaire.

## Pertes
Le 3 décembre, le général Hoche écrit au général Grouchy : « Nous avons perdu cinquante-sept hommes en deux affaires ; La Robrie y a été tué, ainsi que plusieurs autres chefs,. ». Le Moniteur universel donne pour sa part le 18 frimaire, soit le 8 décembre, un bilan de 57 tués et 32 blessés dans deux actions contre Charette livrées autour du 10.